# Manuel Pinto da Costa

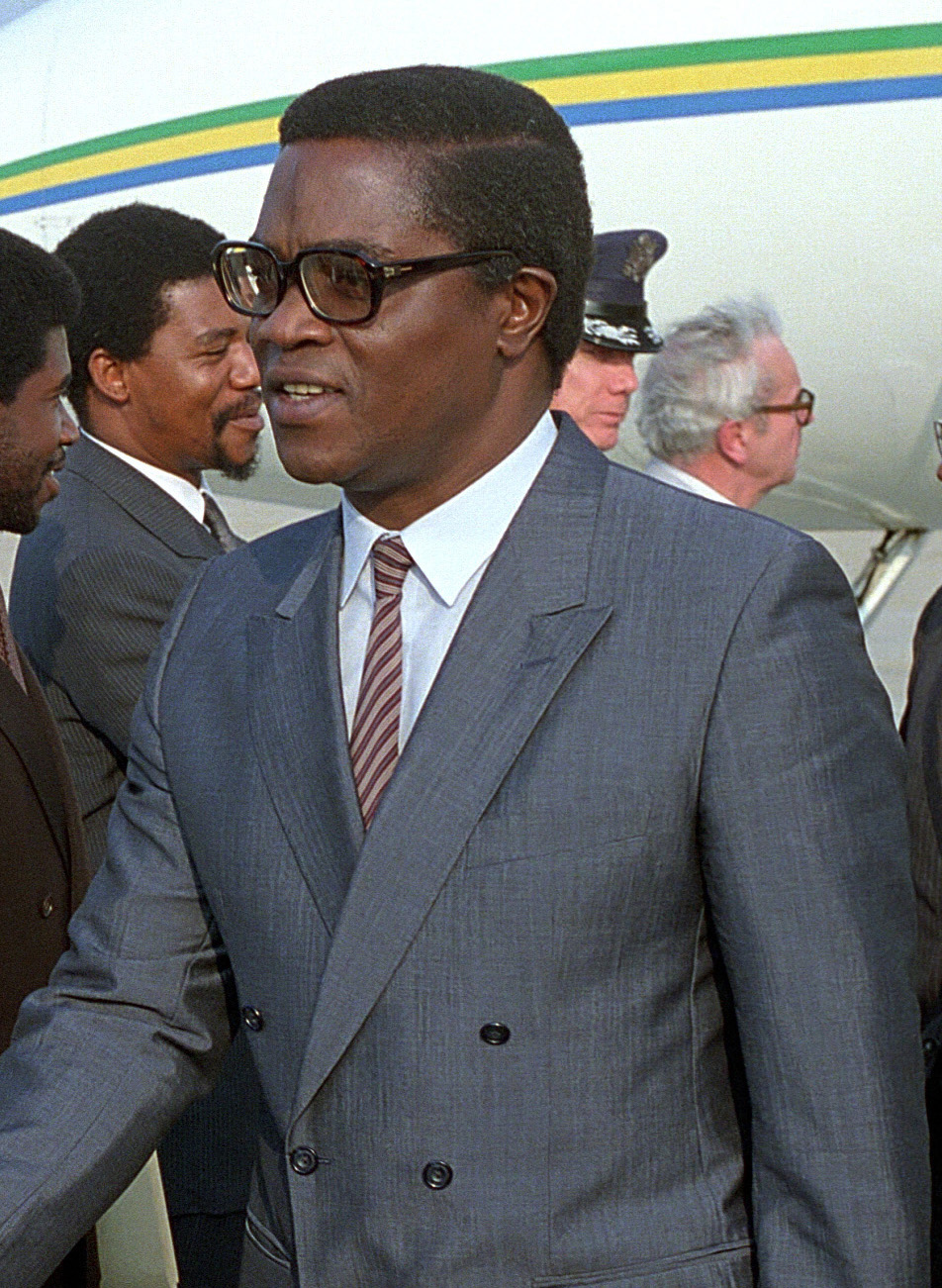
Manuel Pinto da Costa, 1986.

Manuel Pinto da Costa, född 5 augusti 1937, är en saotomeansk politiker. Han var São Tomé och Príncipes första president mellan 1975 och 1991. Han röstades återigen fram som president i augusti 2011, och svors in den 3 september 2011. Han satt till 3 september 2016 då han efterträddes av Evaristo Carvalho.
da Costa styrde under sin första presidentperiod landet som en socialistisk enpartistat. Efter ett kuppförsök 1988 och kris i ekonomin gick han med på vissa demokratiska reformer, och 1991 hölls demokratiska val efter vilka han fick ge ifrån sig makten. Därefter ställde han upp i presidentvalen både 1996 och 2001 innan han lyckades återta presidentskapet efter att ha fått 53 % av rösterna 2011. Han har även varit premiärminister två gånger, första gången under Miguel Trovoada.